# Hiệp hội các nhà phát triển trò chơi quốc tế
Hiệp hội các nhà phát triển trò chơi quốc tế (tiếng Anh: International Game Developers Association, IGDA) là một hiệp hội chuyên nghiệp phi lợi nhuận với sứ mệnh là "hỗ trợ và trao quyền cho các nhà phát triển trò chơi trên khắp thế giới để đạt được sự nghiệp viên mãn và bền vững".
IGDA được thành lập tại Hoa Kỳ với tư cách là một tổ chức phi lợi nhuận 501(c)(6). IGDA có hơn 12.000 thành viên từ lĩnh vực phát triển trò chơi điện tử. Để ghi nhận tính chất đa ngành của giải trí tương tác, tất cả những ai tham gia theo bất kỳ cách nào vào quá trình phát triển trò chơi đều được hoan nghênh tham gia IGDA.